# Cresporhaphis macrospora
Cresporhaphis macrospora är en svampart som först beskrevs av Eitner, och fick sitt nu gällande namn av M.B. Aguirre 1991. Cresporhaphis macrospora ingår i släktet Cresporhaphis och familjen Trichosphaeriaceae.  Arten är reproducerande i Sverige. Inga underarter finns listade i Catalogue of Life.